# 德意志国铁路05型蒸汽机车

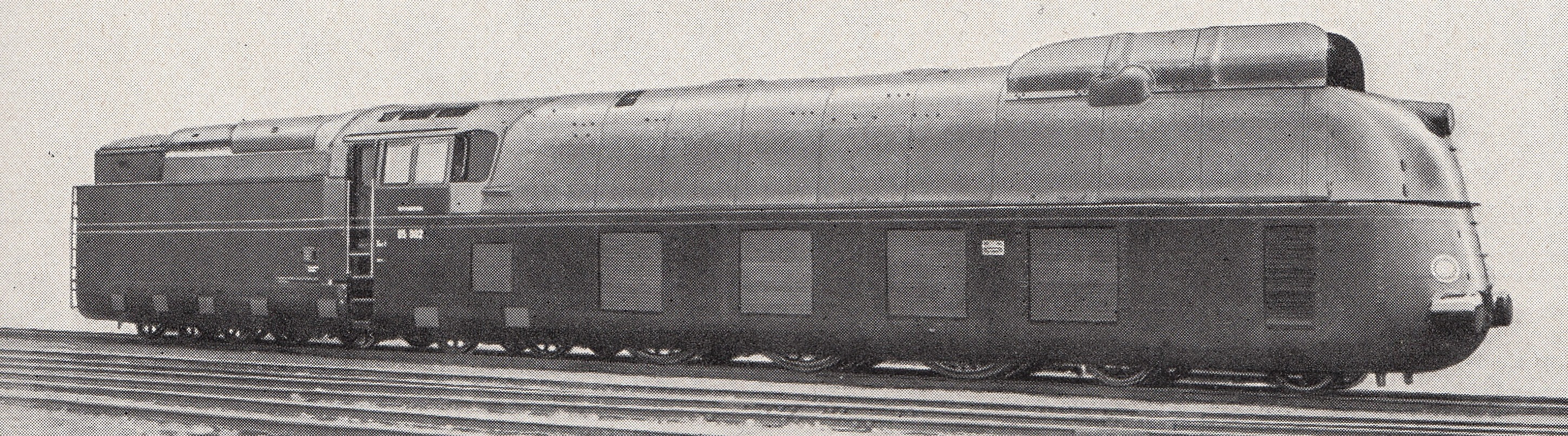
05 001号，纽伦堡博物馆

德意志国铁路05型蒸汽机车（德語：DR-Baureihe 05）是德意志国铁路制造使用的快速客运蒸汽机车，仅制造了3辆。其轮式为4-6-4（2'c'2、2-3-2）。05型机车也是德国标准蒸汽机车计划的一部分。

## 二战之前
在30年代中期，以“飛行的漢堡人”为首的高速内燃机车屡次刷新速度记录，蒸汽机车制造业不甘落后，也开始制造能够冲击速度记录的高速蒸汽机车。他们的方案是把3辆03型蒸汽机车流线化，从而成为05型001—003号机车（003号只有驾驶室之前的部分被改造成了流线型）。这些蒸汽机车的最高设计车速高达175千米，因此它们平时被用来牵引特快列车，比如汉堡到柏林的FD 23 次列车。

## 世界速度纪录
1935年到1936年间，05型001、002号主要用于试验运行，其中大多是在汉堡至柏林区间全程行程上进行的。1935年6月7日，05 002号运行至柏林附近路段时达到了191.7km/h的最高速度，该机车后来又6次在牵引重达254吨的列车的情况下达到了177km/h以上的速度。此台机车的世界速度记录是在1936年5月11日创造的，当日该机车牵引197吨重的列车，在柏林和汉堡之间达到了200.4千米的最高时速，創下蒸汽機車的世界紀錄，直到兩年後這一紀錄被英國倫敦及東北鐵路A4型4468號打破。  
1936年5月30日，05 002號蒸汽機車啟動停止速度創下了不減的紀錄：在柏林至漢堡190千米/小時試驗返回期間，自維滕貝格至柏林-斯潘道站之前的信號站之间113千米（70英里）的路程用時48分32秒，即平均速度為139.4千米/小時（86.6英里/小時）。

## 战后
二战后，德国联邦铁路曾考虑拆毁这仅有的3辆05型机车，但它们被 Krauss-Maffei及时修复，并在50年代继续运营。在战后的使用中，05型的锅炉压力有所降低，由此机车的功率也不如从前了。05型在战后继续以140千米的时速牵引汉堡-科隆-法兰克福特快列车，并且仍然能够创造纪录——这一705千米长的线路是当时德国由蒸汽机牵引的列车线路中最长的。1958年，05型机车被V200型内燃机车取代。
05 001号机车现在收藏在纽伦堡交通博物馆，其余两辆在1960年被拆解。